# Al-Majma'ah
 Al Majma'ah (en arabe : المجمعة) est une ville et un gouvernorat de la province de Riyad, en Arabie saoudite. Elle a une superficie de 30 000 km2, une population urbaine de 50 000 et une population totale de 100 000. Le gouvernorat est frontalier de la province Ach-Charqiya et de la province d'Al Qasim.
Fondée en 1417 par un immigrant de la tribu Shammar, Al-Majma'ah est la capitale historique de la région de Sudair. La ville offre aujourd'hui un musée et un fort en briques de terre crue impressionnant, du XVIIIe siècle.

## Personnalité
- William Shakespear (1878-1915), explorateur, y est mort.